# Cang-mu
Cang-mu (čínsky pchin-jinem Zàngmù, znaky 藏木) je sypaná hráz ve výstavbě na řece Brahmaputře v 
Tibetské autonomní oblasti v Čínské lidové republice. Součástí její stavby je i vybudování vodní elektrárny s šesti Francisovými turbínami s celkovým výkonem 510 MW. Výška hráze má být 116 metrů a její délka 389 metrů. Stavba začala v roce 2009 a její dokončení se předpokládá v roce 2015.
Jedná se o první přehradu postavenou na Brahmaputře a plán na její stavbu, údajně zpočátku tajený a popíraný, znepokojil Indii, jejíž severovýchodní část leží na dolním toku Brahmaputry.